# Susan Lalić
Susan Lalić, també coneguda com a Susan Arkell (nascuda el 28 d'octubre de 1965 com a Susan Walker, posteriorment canvià el cognom per Lalić), és una jugadora d'escacs anglesa, que té els títols de Gran Mestre Femení (WGM) des de 1985 i de Mestre Internacional des de 1996. Va ser casada amb el GM croat Bogdan Lalić, i amb el també GM anglès Keith Arkell.
Tot i que es troba inactiva des de juny de 2013, a la llista d'Elo de la FIDE de febrer de 2015, hi tenia un Elo de 2260 punts, la qual cosa que en feia la jugadora (absoluta) número 218 d'Anglaterra. El seu màxim Elo va ser de 2405 punts, a la llista de gener de 1997 i correspon a la posició 1467 al rànquing mundial.

## Resultats destacats en competició
Susan Lalić ha estat cinc cops Campiona femenina de la Gran Bretanya, els anys 1986, 1990, 1991, 1992, i 1998. El 2009 fou segona, rere Arianne Caoili, al London Classic Womens.

### Participació en olimpíades d'escacs
Susan Lalić ha participat nou cops a les Olimpíades d'escacs, representant Anglaterra, entre 1984 i 2000. Entre 1986 i 1998 va ser la primer tauler de l'equip.